# Quenquém-caiapó
A Formiga-caiapó (Acromyrmex subterraneus) é uma formiga pertencente à família Formicidae. Tem ampla distribuição no Brasil. Tal espécie é notória por dispor de apenas um ninho subterrâneo, conectado com a superfície através de longos canais e, assim como as saúvas, carrega para o seu ninho fragmentos de vegetais a fim de criar fungos, que são a maior parcela de sua alimentação.

## Outros nomes, grafias e etimologia
Também é conhecida pelos nomes de formiga-mineira, quenquém-caiapó e quenquém-mineira.